# Christine Schönthaler
Christine Schönthaler (ur. 18 maja 1989 w Klagenfurt am Wörthersee) – austriacka wioślarka.

## Osiągnięcia
- Mistrzostwa Świata Juniorów – Amsterdam 2006 – dwójka podwójna – 2. miejsce[1].
- Mistrzostwa Świata Juniorów – Pekin 2007 – czwórka podwójna – 5. miejsce[1].
- Mistrzostwa Europy – Poznań 2007 – czwórka podwójna – 4. miejsce[1].
- Mistrzostwa Europy – Ateny 2008 – czwórka podwójna  – 5. miejsce[1].